# 九巴元朗車廠 (第一代)
第一代九巴元朗車廠（KMB Un Long Depot），遺址位於元朗市青山公路－元朗段
車廠遺址已被新鴻基地產改建為元朗廣場。

## 歷史
元朗車廠曾是九巴三間主要車廠之一，與荔枝角車廠及觀塘車廠並立，因元朗舊譯名為「Un Long」，故此廠徽為「U」。
當時元朗車廠管轄新界北部的巴士服務，即現今元朗區、屯門區、大埔區及北區，在屯門車廠成立後，承接舊有元朗車廠的管轄範圍，直至2009年3月1日沙田車廠接管上水車廠及大埔車廠後，管轄範圍才有所縮窄。
現有九巴元朗車廠於1992年設立，是屯門車廠的衛星車廠